# Aliaga (kommun i Filippinerna)
Aliaga (Bayan ng Aliaga) är en kommun i Filippinerna. Kommunen ligger på ön Luzon, och tillhör provinsen Nueva Ecija. Folkmängden uppgår till 50 004 invånare.

## Barangayer
Aliaga delas in i 26 barangayer.
| - Betes - Bibiclat - Bucot - La Purisima - Magsaysay - Macabucod - Pantoc - Poblacion Centro - Poblacion East I - Poblacion East II - Poblacion West III - Poblacion West IV - San Carlos | - San Emiliano - San Eustacio - San Felipe Bata - San Felipe Matanda - San Juan - San Pablo Bata - San Pablo Matanda - Santa Monica - Santiago - Santo Rosario - Santo Tomas - Sunson - Umangan |